# Jeremy Narby

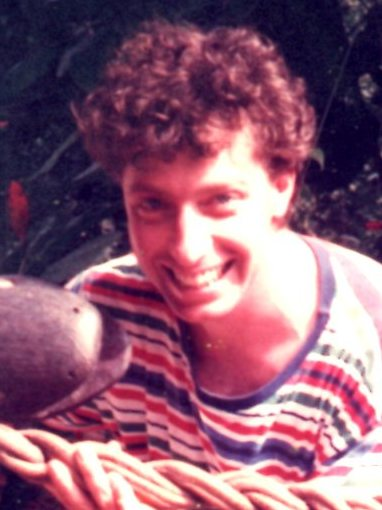
Jeremy Narby (1996)

Jeremy Narby (* 23. Oktober 1959 in Montreal) ist ein kanadischer Anthropologe. Bekannt wurde er durch sein Buch Die kosmische Schlange mit Schilderungen von Selbstversuchen mit Ayahuasca.

## Leben
Jeremy Narby wuchs abwechselnd in der Schweiz und in Kanada auf. Nach einem Studium der Geschichte in Canterbury wechselte er zur Anthropologie in Stanford. Zwei Jahre verbrachte er mit Studien im peruanischen Amazonasgebiet bei Asháninka-Indianern. Heute lehrt er in Stanford Anthropologie und lebt abwechselnd in der Schweiz, Kanada und den USA.

## Veröffentlichungen
- mit Jacques Dubochet & Bertrand Kiefer: L’ADN devant le souverain. Georg, 1997, ISBN 2-8257-0591-8
  - Die DNA vor dem Souverän. Wissenschaft, Demokratie und Genetik. vdf Hochschulverlag, Zürich 1998, ISBN 3-7281-2626-8
    - Rezension von Thomas Morick auf dem Portal für Politikwissenschaft, 1. Januar 2006
- Le serpent cosmique. L’ADN et les origines du savoir  Georg, 1997, ISBN 2-825-70495-4
  - Die kosmische Schlange. Auf den Pfaden der Schamanen zu den Ursprüngen modernen Wissens. Klett-Cotta, Stuttgart 2001, ISBN 3-608-93518-5
    - Seid umschlungen, Chromosomen!, Rezension von Diemut Klärner in der Frankfurter Allgemeinen Zeitung, 25. Juni 2001
- mit Francis Huxley (Hrsg.): Shamans Through Time: 500 Years on the Path to Knowledge. Jeremy P. Tarcher, 2001, ISBN 1-585-42091-3
- Intelligence in nature: An Inquiry into Knowledge. Jeremy P. Tarcher, 2005, ISBN 1-58542-399-8
  - Intelligenz in der Natur. Eine Spurensuche an den Grenzen des Wissens. AT Verlag, Baden/München 2006, ISBN 978-3-03800-257-4
- The psychotropic mind: The world according to ayahuasca, iboga, and shamanism. Park Street Press, 2010, ISBN 978-1-594-77312-9